# 알레산드로 미켈레
알레산드로 미켈레(이탈리아어: Alessandro Michele, 1972년 11월 25일~)는 이탈리아의 패션 디자이너이다. 구찌(GUCCI) 크리에이티브 디렉터(수석 디자이너)를 맡으며 구찌의 디자인을 이끌고 있다.

## 생애
알레산드로 미켈레는 1972년 이탈리아 로마에서 태어나 자유 분방한 히피 아버지와 영국 유명 영화사의 수석 비서였던 세련되고 멋진 여성인 어머니 사이에서 다양한 영감을 받으면서 자랐다. 그는 일찍부터 의상 디자이너가 되고 싶어 로마에 있는 의상 학교를 졸업하고 니트 디자이너와 펜디에서 액세서리 디자이너로 일을 하며 초기 디자인 경력을 쌓았다. 2002년에 구찌의 디자인 스튜디오로 오게 되면서 디자인 외에도 다양한 업무를 12년 간 진행하면서 누구보다도 구찌에 대한 이해도를 가지며 자신만의 실력을 만들어 간다.
2014년 구찌의 수석 디자이너였던 프라다 지아니니가 매출 부진에 따른 책임성 사임을 이유로 구찌를 떠나자 평범한 디자이너로서 경력을 쌓아온 알레산드로 미켈레가 구찌의 새로운 수석 디자이너가 될 것이라고 그 누구도 상상하지 못했다. 구찌의 새로운 CEO 마르코 비자리가 미켈레의 집을 찾아가 깊은 대화를 나누면서 구찌의 패션쇼 제안을 하게 되고 정확히 1주일 후 미켈레는 식상하고 올드한 느낌의 기존 이미지를 탈피한 새로운 남성복 컬렉션을 성공적으로 치르게 되며 전 세계에서 실력을 인정받게 된다.
사실 미켈레가 수석 디자이너로 발표되었을 당시 패션계 대다수 사람들은 우려를 표했으며 무명의 디자이너가 글로벌 럭셔리 브랜드를 이끌어 갈 총 책임자로 결정된 사실에 파격적이라는 표현으로 그를 수식하였다. 그러나 미켈레의 컬렉션이 발표된 이후 침체된 구찌는 전 세계에서 가장 인기있는 브랜드가 되었으며 유명 디자이너와 럭셔리 브랜드의 조합이 당연하게 여겨지던 패션계의 공식이 깨어지면서 현재 패션계에서 가장 주목하는 디자이너로 평가받고 있다.

## 수상 경력
- 2015: 영국 패션 어워드 올해의 국제 패션 디자이너
- 2016: 영국 패션 어워드 올해의 국제 패션 디자이너

## 관련 인물
- 구초 구치
- 톰 포드
- 프리다 지아니니

## 관련 기업
- 구찌
- 펜디

## 같이 보기
- 구찌